# シグル2世 (ノルウェー王)
シグル2世（古ノルド語：Sigurðr Haraldsson, ノルウェー語：Sigurd 2., 1133年 - 1155年6月10日）またはシグル・ムン（Sigurd Munn）は、ノルウェー王（在位：1136年 - 1155年）。ノルウェー王ハーラル4世と愛妾トーラ・グットルムスダッテルの息子。異母兄弟であるインゲ1世とエイステイン2世と共同統治をおこなった。あだ名のムン（Munn）は古ノルド語で「口」を意味する。ノルウェー内乱初期に弟インゲ1世との権力闘争で殺害された。

## 生涯
シグルは、トロンデラーグにおいてグットルム（Guthormr）またはソーデイルド・ボルドソン（Sáðagyrðr Bárðarson）により育てられた。父ハーラル4世が1136年に王位僭称者シグル・スレンベにより殺害され、シグルはトロンデラーグの議会において王となった。同時に、弟であるインゲ1世とマグヌスも共治王となった。それぞれの後見人はともに、シグル・スレンベとその同盟者である前王マグヌス4世盲目王と争った。これら僭称王との戦いは、シグルの治世の初期に影響を及ぼした。1139年、シグル・スレンベとマグヌス4世はホルメングラの戦いで敗北し、殺害された。
この後、平和な時代が続いた。シグル、インゲ1世およびマグヌスの兄弟が若年であった間、ノルウェーの貴族たちは協力して王国を統治し、王たちに助言を与えた。1142年、兄エイステインがスコットランドからノルウェーにやって来た。父ハーラル4世が海外に息子がいることを認めていたため、エイステインの親子関係は認められた。このようにして、エイステインはシグルおよびインゲとともに共治王となった。マグヌスについてはほとんど知られていないが、1140年代に自然死した。
1152年、教皇特使ニコラス・ブレイクスピアがノルウェーを訪れた。ブレイクスピアの訪問中、ノルウェーの教会は独立した大司教区のもとに置かれることとなり、大司教座はニーダロスに置かれた。
シグルらが成長し、昔からの助言者が死去したとき、兄弟たちの間で対立が起こり始めた。1155年に、平和を維持するために3人がベルゲンで会うこととなった。インゲはシグルとエイステインが自身を廃位させる計画を立てていると告発した。シグルはその告発を否定したが、数日後にインゲの護衛の1人がシグルの護衛の1人に殺された。母イングリッドと高齢の助言者グレゴリウス・ダグソンの助言により、インゲは部下にシグルが住んでいた家を襲撃するよう命じた。シグルの兵は少なく、襲撃は容赦ないものであった。シグルは1155年2月6日に殺害され、ベルゲンの旧大聖堂（現在のベルゲンフス要塞）に埋葬された。この大聖堂は取り壊され、まもなくしてより大きな大聖堂に建て替えられた。

## 死後
エイステインは会議に遅れて到着し、シグルがすでに死んでから街に近づいた。インゲとエイステインの間で不安定な解決に達したが、両王の間の平和は長くは続かなかった。結果として、シグルの殺害はノルウェー内乱時代の第2段階の始まりとなり、わずかな休止期間を経て戦いは1208年まで続いた。サガによると、エイステインとシグルは、インゲから王位を剥奪して王国を2人で分割することを計画していたという。また、一部の現代の歴史家は、インゲ自身が争いの口実としたのではないかと考えている。
その後の内乱の間に、何人かの王位僭称者が自らはシグルの息子であると主張した。一部の人にとっては、王位の候補者になるには王族の血統が必要であったため、この主張はおそらく主に政治的目的で行われた。スヴェレ・シグルツソンは、これらの主張者の中で最も成功し、最終的にノルウェー王となることに成功した。シグルは結婚をしなかった。
サガでは、シグルと兄エイステインのどちらについてもかなり否定的な描写で描かれており、通常3人の兄弟のうちインゲ1世が正当な支配者として描かれている。ヘイムスクリングラにはシグルについて次のように記されている。
シグル王が成長したとき、彼はあらゆる点で非常に制御不能で落ち着きのない人物となった。エイステイン王もそうであったが、エイステインは2人のうちでより分別のある人物であった。シグル王は逞しく力強い男で、すがすがしい外見をしていた。彼は明るい茶色の髪をしていて、醜い口をしていた。それ以外は整った顔立ちであった。彼は誰よりも礼儀正しい会話をし、あらゆることに精通していた。

## 子女
- ホーコン2世（1147年 - 1162年） - 12157年にエイステイン王が死去した後に、インゲ1世に対抗してシグルとエイステインの支持者によりノルウェー王とされた。インゲ1世の支持者および新王マグヌス5世の支持者により殺害された。母はトーラ。
- スヴェレ・マルクスフォストレ（1155年頃 - 1163年） - 1162年にホーコン2世の支持者により王とされたが、1163年にマグヌス5世の支持者に捕らえられ、斬首された。
- ハーラル（1170年代没） - マグヌス5世の支持者に捕らえられ、処刑された。母はクリスティン・シグルツダッテル。
- セシリア（1155年 - 1186年） - Folkvid lagmannと結婚しホーコン狂伯を産んだが、結婚を解消された。後にボール・グットルムソンと結婚し、インゲ2世の母となった。
- ヘルガ（1152年頃 - 1202年） - 母はグンヒル・シュタドハイム・ギスケ（1130年 - 1200年）。ノルウェー貴族ヤーラネ・ハールヴァソン・ヴィーゼ（1140年 - 1120/30年）と結婚。

以下はシグル2世の子とされるが、真偽は不明である。
- スヴェレ・シグルツソン（1145/51年 - 1202年） - ノルウェー王（1184年 - 1202年）。母はグンヒル・シュタドハイム・ギスケ。シグル2世の子かは非常に疑わしい。シグルの息子とされる人物のサガである『スヴェレのサガ』においても、シグルについてやや否定的に描いており、シグルをスヴェレの積極的な性格と対比させている。
- エイリーク（1190年没） - スヴェレ王によりヤールに任じられたが、毒殺された。シグル2世の子かどうかは不明。

## 文献について
シグル2世に関する主な資料は、王のサガである『ヘイムスクリングラ』、『ファグルスキンナ』、『モルキンスキンナ』および『ノルウェー王のサガの概略（Ágrip af Nóregskonungasögum）』である。先の3作の少なくとも一部は、1150年から1170年の間に書かれた古い物語『Hryggjarstykki』に基づいており、したがってほぼ同時代の資料である。『Hryggjarstykki』自体は現存しない。